# Хидра (месец)
Хидра (преходна ознака S/2005 P1) је Плутонов природни сателит.

## Откриће
Откривен је на фотографијама свемирског телескопа Хабл, 15. јуна 2005. године. На истим фотографијама откривен је још један Плутонов сателит – Никта.

## Прва посета
Прва истраживачка сонда која ће посетити Хидру и остале Плутонове природне сателите биће Нови хоризонти, у јулу 2015. године.